# 다케시타 노보루
다케시타 노보루(일본어: 竹下 登, 1924년 2월 26일 ~ 2000년 6월 19일)는 일본의 정치인으로 제74대 총리 (1987년 ~ 1989년)를 지냈다.
시마네현에서 태어난 다케시타는 와세다 대학에서 수학하고 태평양 전쟁이 일어난 동안 육군에 징병되었다.  1958년 처음으로 일본 국회에 선출되어 내각 관방장관 (1971년~1972년, 1974년), 1985년 자신이 플라자 합의를 맺었던 동안 대장대신 (1979년~1980년, 1982년~1986년, 1988년)을 지냈다.  1987년 다케시타는 자민당의 간사장이 되어 총리로서 나카소네 야스히로를 승계하였다.  그는 다나카 가쿠에이의 강력한 자민당 파벌을 물려받았고 정치에서 비공개적 영향으로 "마지막 그림자의 쇼군"으로 불렸다.  다케시타는 리쿠르트 사건에 연루된 후 1989년 강제로 사임하였으나 2000년 자신의 사망까지 가장 큰 자민당 파벌을 지속적으로 이끌었다.  그는 쇼와 시대의 마지막 총리였다.

## 초기 생애와 교육
시마네현의 오늘날 운난시에서 태어난 다케시타 노보루는 사케 양조주 다케시타 유조와 그의 부인 유이코의 외동아들이었다.  그의 가족은 여러 세대에 걸쳐 사케 양조업에 지내왔고 다케시타는 다케시타 양조가의 20번째 우두머리였다.  부친 유조와 조부 기조는 둘다 지방에서 높은 평판을 가진 남성들로 지내왔고 다케시타는 그들의 발자취를 따라가고 자신의 중학교 시절때 정치인이 되기로 결정하였다.
다케시타는 도쿄에 있는 와세다 대학에서 수학하였다.
제2차 세계 대전이 일어난 동안 강사로 지내는 데 일본 제국 육군에 입대에 앞서 다케우치 마사에와 결혼하였다.  작가 제이컵 슐레징거가 주장한 것이 다케시타를 그의 평정심에 대해 강박관념을 갖게 되었고 다른 사람들에게 분노를 표현하는 데 매우 소극적이었다고 만들었던 전쟁을 위하여 떠난 동안 그의 부인은 그가 전쟁을 위하여 떠난 동안 자살을 하였다.
전쟁 후, 그는 먼 친척 엔도 나오코에게 재혼하였고 1951년 정계 입문 전에 영어 교사로 일하고 고등학교 유도 팀을 감독하였다.  젋은 유도 참가자로서 그는 약한 상대들에 쉬운 승리들을 피하고 강한 상대들에 의하여 패배를 피하는 자신의 능력으로 "추첨의 달인"으로 알려졌다.

## 정치 경력

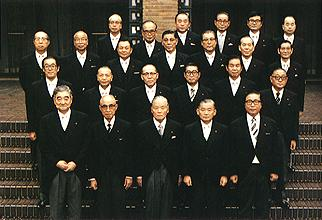
1979년 제2차 오히라 내각에서 (앞줄 오른쪽에서 두번째가 대장대신 다케시타)

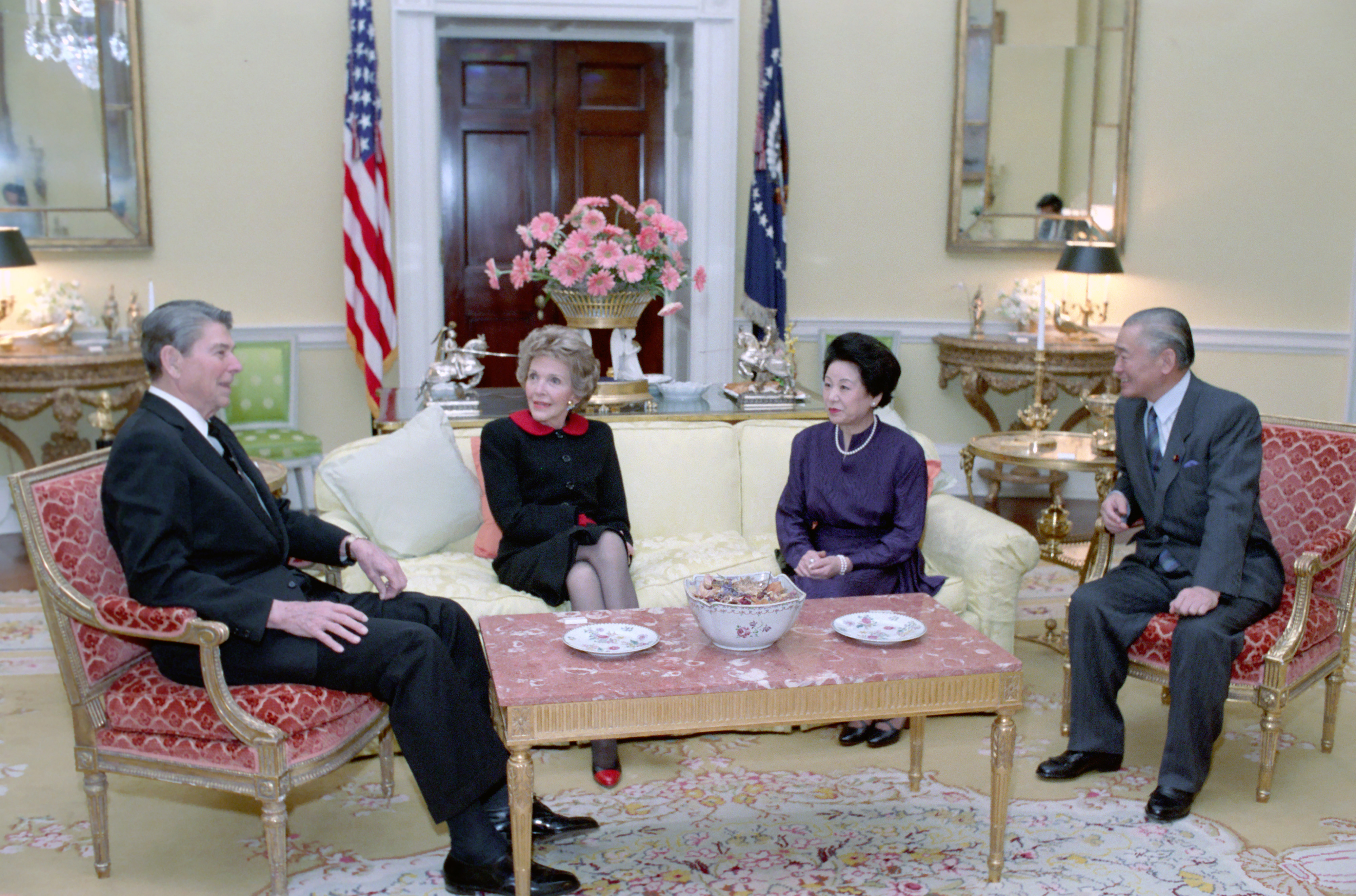
백악관에서 로널드 레이건 부부와 함께 한 다케시타 부부 (1988년 1월 14일)

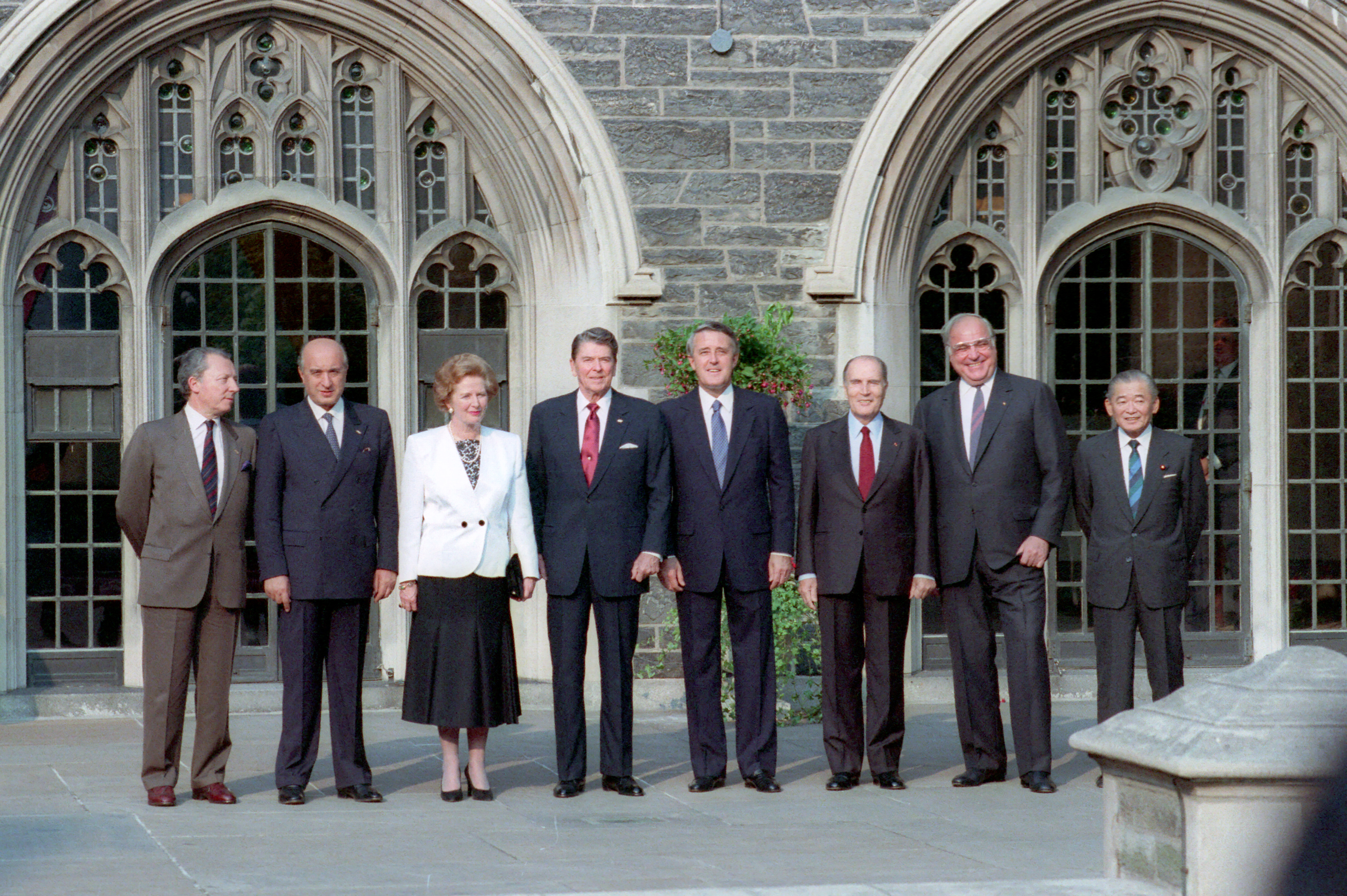
1988년 토론토에서 열린 G7 정상 회의에서 (맨 우측이 다케시타)

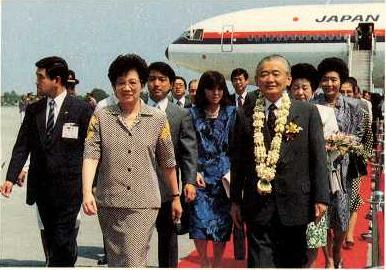
1989년 5월 필리핀 방문 중 코라손 아키노와 함께

다케시타는 1951년부터 시마네현에서 지역의회 의원을 지냈다.  1958년 총선에서 그는 중의원에서 의석을 이겨 자민당에서 강력한 다나카 가쿠에이의 파벌에 가입하였다.  그는 가네마루 신과 2명의 남아있던 가까운 동맹자들이 그들의 존중적 정치 경력을 통하여 동시에 선출되었다.  결국적으로 다케시타는 다나카의 주요 모금자가 되어 자민당의 금고들을 위한 지지를 얻는 데 전국을 다녔다.  다나카와 같이 다케시타는 "선심정치"를 좋아하여 시마네현으로 지나치게 거대한 공공 사업 프로젝트를 가져오면서 자신의 의석을 유지하였다.  다케시타는 내각 관방 장관 (1971년 ~ 1974년), 그리고 건설대신 (1976년)을 지냈다.
1979년부터 1980년까지 다케시타는 대장대신이었고, 또다시 그 직위를 받아들여 1982년부터 1986년까지 지냈다.  이 기간 동안 그는 뉴욕에서 플라자 합의로 알려진 협정으로 이끈 심의 중에 일본의 협상자로서 명성을 얻었다.  다케시타가 대장대신이었던 기간에 엔은 다른 국제 통화들과 상대적으로 높이 평가되었다.  강한 엔화의 상승은 금융 강국으로서 일본의 지위를 강화하였고 1980년대 일본의 자산 가격 거품으로 이끌었다.  
1976년 다나카 가쿠에이가 록히드 사건과 연결에서 구속되어 1983년 하급 법원에 의하여 유죄 편결을 받고 자신의 정치력에 압박을 놓았다.  1985년 2월 다케시타는 121명의 다나카 파벌 일원들 중에 43위였던 "소세이카이"를 형성하였다.  이 이탈의 몇주 후에 다나카는 뇌졸중을 겪어 입원하여 자신의 파벌의 미래에 더욱 나가서의 불확실성을 촉발시켰다.  다나카는 전혀 회복하지 못했고 1987년 7월까지 다케시타파는 다나카파의 일원 중 13명 만이 다케시타의 라이벌 니카이도 스스무를 지지했던 동안 143명 중에 113명으로 세었다.  다케시타파로 옮긴 다나카파의 일원들은 오자와 이치로, 하타 쓰토무, 하시모토 류타로, 오부치 게이조와 와타나베 고조를 포함하였다.  
1986년 7월 다케시타는 내각을 떠나고 자민당의 총서기로 임명되었다.
1987년 11월 다케시타는 자민당의 간사장이 되고 일본의 총리로 선출되어 나카소네 야스히로를 대체하였다.  다케시타가 정부를 이끌었던 시기의 하이라이트들 중에 그는 일본이 제2차 세계 대전이 일어난 동안 침략자였다는 것을 인정하였다.  이 진술은 일본 국회에서 연설의 일부였다.  12월 다케시타는 마닐라에서 열린 제3차 ASEAN 정상 회의에 참석하고 회원국들의 경제를 활성화하는 도움을 주는 목적에 2억 달러 개발 기금 패키지를 공식화하여 동아시아 국가들과 일본의 관계들을 강화하는 것에 이전의 노력들을 지속하였다.  다케시타는 개발도상국들로 부채 탕감을 위한 논의들은 물론 몇몇의 서방 국가들의 순회를 포함하여 세계의 나머지에 외교를 추구하였다.  다케시타의 초기 재임 기간은 당시 일본 경제에 꾸준한 성공으로 비교적 편안했으나 곧 그의 행정부는 어떤 문제들을 보기 시작했다.  필리핀과 방글라데시 같은 지역들에서 온 비숙련 근로자들의 다수가 1986년과 1988년 사이에 두배로 늘었고 미국 정부는 국가에 일본의 수출을 위협한 "종합 무역 및 경쟁력 법안"으로 법률을 통과시켰다.  더욱이 다케시타의 외교적 몸짓에 불구하고 서유럽과 동아시아 사이의 무역 불균형은 지속적으로 넓어져 일본과 해외 정부들 사이에 마찰로 이끌었다.
하지만 그는 대중의 반대 속에 1988년 일본 국회를 통하여 자신의 정부가 강요했던 국가의 첫 소비세를 구현한 것으로 일본 안에서 주로 기억되었다.  다케시타 정부는 또한 쇠고기, 감귤류와 쌀의 시장들을 자유화한 입법을 통과시켰고 야당의 지지를 가져온 가네마루 신의 지지와 함께 미국과 보안 협정을 강화하였다.  
1989년 리쿠르트 사건이 다케시타를 강제로 사임하도록 만들었다.

### 대한민국과의 관계
특히 대한민국과의 외교 관계에서는 노태우 대통령의 취임식 참석, 서울 올림픽 개회식에 참석차 방한하는 등 한국과의 관계 개선에 앞장서기도 했다.  총리 사임 후 한일의원연맹 일본측 회장을 지내는 등 한국을 여러 차례 방문한 바가 있다.

## 이후의 세월과 사망
다케시타가 내부 거래와 부패 혐의로 고발되었어도 그는 전혀 기소되지 않았고 자신의 사망 직전까지 일본 국회에서 자신의 의석을 유지할 수 있었다.  그는 자민당에서 주요 비공개적 활동인으로 남아있으면서 훗날의 총리들 우노 소스케, 가이후 도시키와 오부치 게이조를 조언하였다.  하타 쓰토무와 오자와 이치로는 신생당을 형성하는 데 다케시타파를 떠났다.  오부치 게이조는 파벌로부터 남았던 것을 물려받아 총리로서 하시모토 류타로의 선거를 지지하였고 자신도 1999년부터 2000년 뇌졸중으로 사망할 때까지 총리를 지냈으며 하시모토가 파벌의 통치를 차지하였다.
다케시타는 자민당과 공명당의 "주도적" 연정을 가지고 자신의 병원 침대로부터 총리 모리 요시로의 선거를 주선했다는 것을 말해졌던 동안 병원에서 1년의 세월 후 2000년 6월 호흡 부전으로 사망하였다.  그는 자신이 사망한지 겨우 며칠 후에 일어난 2000년 총선의 것으로서 일본 국회로부터 퇴직을 하는 데 계획을 세웠다.  경제학자는 그의 사망을 일본 정치에서 "탁월함과 부패의 어지러운 조합"이었던 시대의 종말로서 특성화하였다.  
하시모토는 모금 스캔들의 이유로 2005년 총선에 출마하는 데 거부했을 때까지 전 다케시타파를 지도하였고 그 직후 사망하였다.  전직적으로 이번에 헤이세이 연구회에 의하여 알려졌던 파벌의 남아있던 사람들은 2009년 총선에 대비하여 사임했던 쓰시마 유지의 리더십 아래 활동적으로 남아있어 누카다 후쿠시로에게 통치를 전달하였다.  파벌은 1980년대에 다나카와 다케시타 아래에 있었던 것보다 1990년대오 2000년대 동안 기부금이 훨씬 적게 모였으며 1994년 선거 개혁이 시행됨에 따라 새로운 캠페인 금융 규제와 일본의 자산 가격 거품을 따라간 진행 중인 경제 침체와의 결합이 일본 정치에서 파벌들의 권력을 약하게 했다.

## 개인 생활
다케시타는 두번 결혼을 하였고 3명의 딸들 (그의 단 하나의 아들 리키도는 1954년 태어난지 한달 후에 사망)과 가수 다이고와 망가작가 에키 에키를 포함한 몇몇의 손자·손녀들에 의하여 살아 남았다.
그의 이복 동생 다케시타 와타루 (1946년~2021년)은 당시 1985년 보좌관으로서 노부루를 위하여 일하기 시작했던 NHK의 기자였다.  와타루는 2000년 정계 입문하여 2018년부터 2021년 9월 자신의 사망까지 그의 옛 다케시타파 (오늘날 헤이세이 연구회파로 알려짐)의 지도자로 지냈다.  다케시타는 또한 한참 어린 이복 동생들 사부로 (1948년생)과 사카에가 있다.

## 같이 보기
- 다케시타 내각
- 다케시타 내각 개조내각
- 리크루트 사건

## 관련 인물
- 가네마루 신 - 사돈
- 다나카 가쿠에이
- 오자와 이치로
- 오부치 게이조